# Olga Fröbe-Kapteyn
Olga Fröbe-Kapteyn (19 de outubro de 1881 – 1962) foi uma espiritualista, teosofista e estudiosa holandesa que ganhou reconhecimento na década de 1920. Ela viveu na Suíça a maior parte de sua vida.

## Vida pregressa
Olga nasceu em Londres, a primeiro filha dos pais holandeses Truus Muysken (1855-1920), feminista e ativista social, e Albertus Kapteyn (1848-1927), engenheiro e inventor e irmão mais velho do astrônomo Jacobus Kapteyn. Seu pai havia se mudado para Londres em 1881 para trabalhar na Westinghouse Air Brake Company e em 1887 era o diretor-geral da unidade de Londres. Sua mãe fez amizade com pessoas afins ao seu pensamento como Bernard Shaw e Peter Kropotkin. Olga estudou na North London Collegiate School, onde era amiga íntima de Marie Stopes. No final do século, a família Kapteyn mudou-se para Zurique, na Suíça, onde sua mãe se tornou o centro de um grupo de intelectuais reformistas. Lá, Olga estudou história da arte, tornou-se esquiadora e alpinista, e em 1909 casou-se com o flautista e maestro croata-austríaco Iwan Hermann Fröbe, que compartilhava profundo interesse em aviação e fotografia com seu pai. Iwan era flautista da Orquestra Tonhalle local desde 1908, mas sua carreira como motorista levou o casal a Braunschweig, Munique e, no final de 1910, a Berlim. No início da Primeira Guerra Mundial, eles se mudaram de Berlim para Zurique, onde Olga tinha um salão literário conhecido como "Table Ronde" (mesa redonda). Eles tiveram filhas gêmeas em maio de 1915, mas Iwan morreu pouco depois em um acidente de avião em setembro de 1915 em Fischamend, perto de Viena.

## Estudos
Em 1920, Olga e seu pai visitaram o Sanatório Monte Verità em Ascona, na Suíça, e alguns anos depois seu pai comprou a Casa Gabriella, uma antiga fazenda próxima. Aqui Olga passou o resto de sua vida. Ela começou a estudar filosofia indiana e meditação e a se interessar por teosofia. Entre seus amigos e influências estavam o poeta alemão Ludwig Derleth, o psicólogo Carl Jung e Richard Wilhelm, cuja tradução do I Ching tornou o livro acessível a ela. Ela também conheceu muitos membros da Escola de Sabedoria (Schule der Weisheit), dirigida pelo conde Hermann Graf Keyserling em Darmstadt, cujos membros estavam interessados em investigar a raiz comum de todas as religiões, bem como membros do Círculo Ecumênico em Marburg.

## Fundação Eranos
Em 1928, com ainda sem um objetivo claro em mente, ela construiu uma sala de conferências perto de sua casa. Carl Jung sugeriu que ela usasse a sala de conferências como um "ponto de encontro entre o leste e o oeste" (Begegnungsstätte zwischen Ost und West). Isso deu origem à reunião anual de mentes intelectuais conhecida como Eranos, que hoje continua a oferecer uma oportunidade para estudiosos de diversos campos se encontraram e compartilharem suas pesquisas e ideias sobre a espiritualidade humana. O nome "Eranos" foi sugerido a ela pelo historiador religioso Rudolf Otto, cujo conceito de religião centrado no homem teve um profundo impacto nas origens e na evolução de Eranos. Carl Jung também permaneceu um participante significativo na organização das conferências Eranos. Embora os simpósios não fossem especificamente junguianos em foco ou conceito, eles empregaram a ideia de arquétipos .
Nas décadas de 1930 e 1940, a pesquisa em andamento de arquétipos de Olga a levou a grandes bibliotecas da Europa e da América, incluindo a Biblioteca do Vaticano, o Museu Britânico, a Biblioteca Morgan em Nova York, a Bibliothèque Nationale em Paris e o Museu Arqueológico Nacional de Atenas. Seus estudos diversos e intensivos forneceram material para seu Arquivo de Pesquisa em Simbolismo Arquetípico, que contém mais de seis mil imagens e ajudou na pesquisa de muitos professores de Eranos e outros estudiosos ao longo dos anos.

## Morte
Olga Fröbe-Kapteyn morreu em sua casa na Casa Gabriella em 1962.